# Capitolio del Estado de Tennessee
El Capitolio del Estado de Tennessee (del inglés: Tennessee State Capitol), que se encuentra en Nashville, Tennessee, Estados Unidos, es la sede de la Asamblea General de Tennessee, la ubicación de la oficina del gobernador, y es un Monumento Histórico Nacional. Diseñado por William Strickland, es uno de los ejemplos más destacados de Nashville de la arquitectura del renacimiento griego. Es uno de los capitolios de once estados (junto con Delaware, Hawái, Luisiana, Nuevo México, Nueva York, Dakota del Norte, Ohio, Oregón, Alaska y Virginia) que no cuentan con una cúpula.

## Galería de imágenes

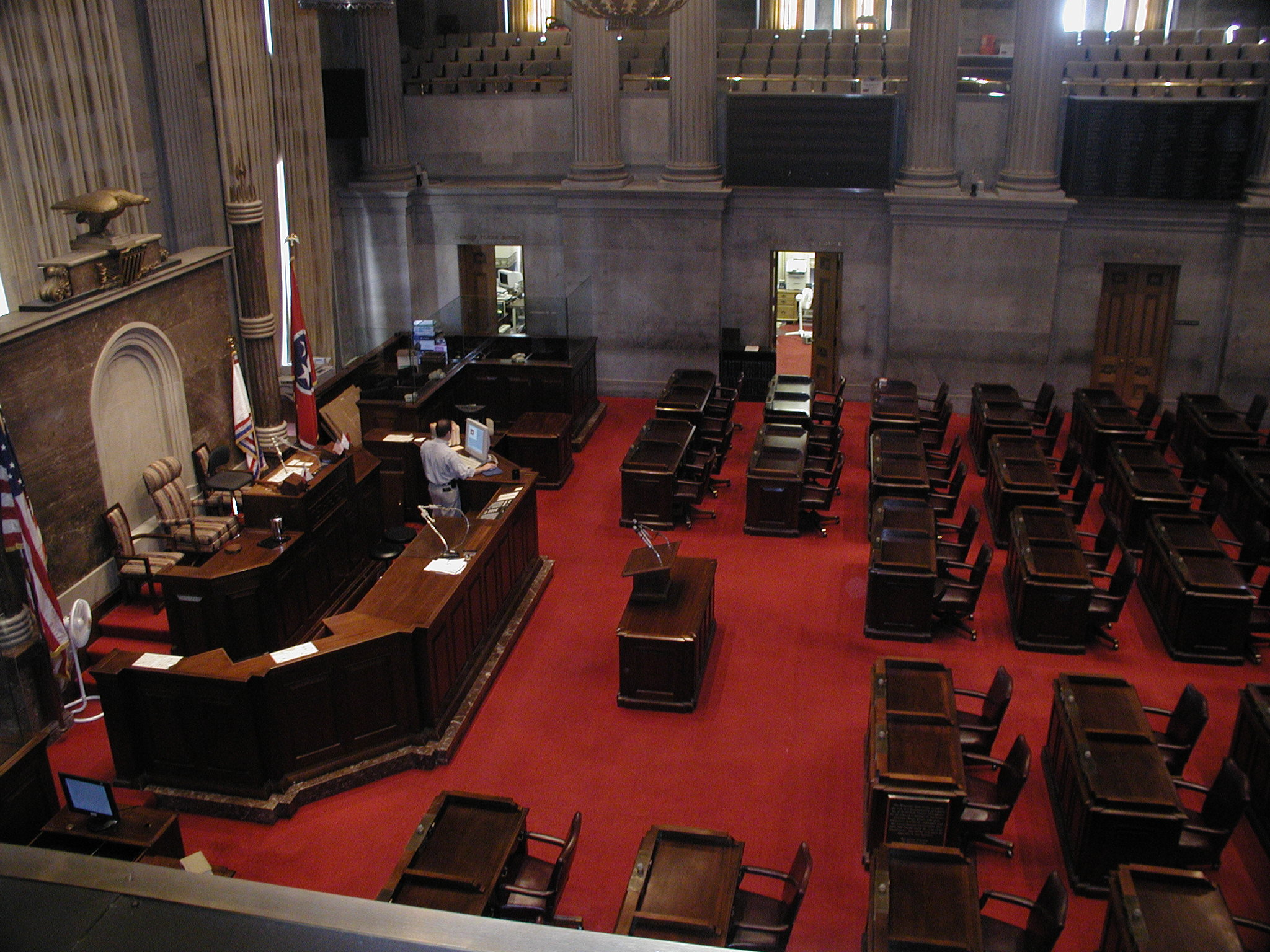
Interior del Capitolio
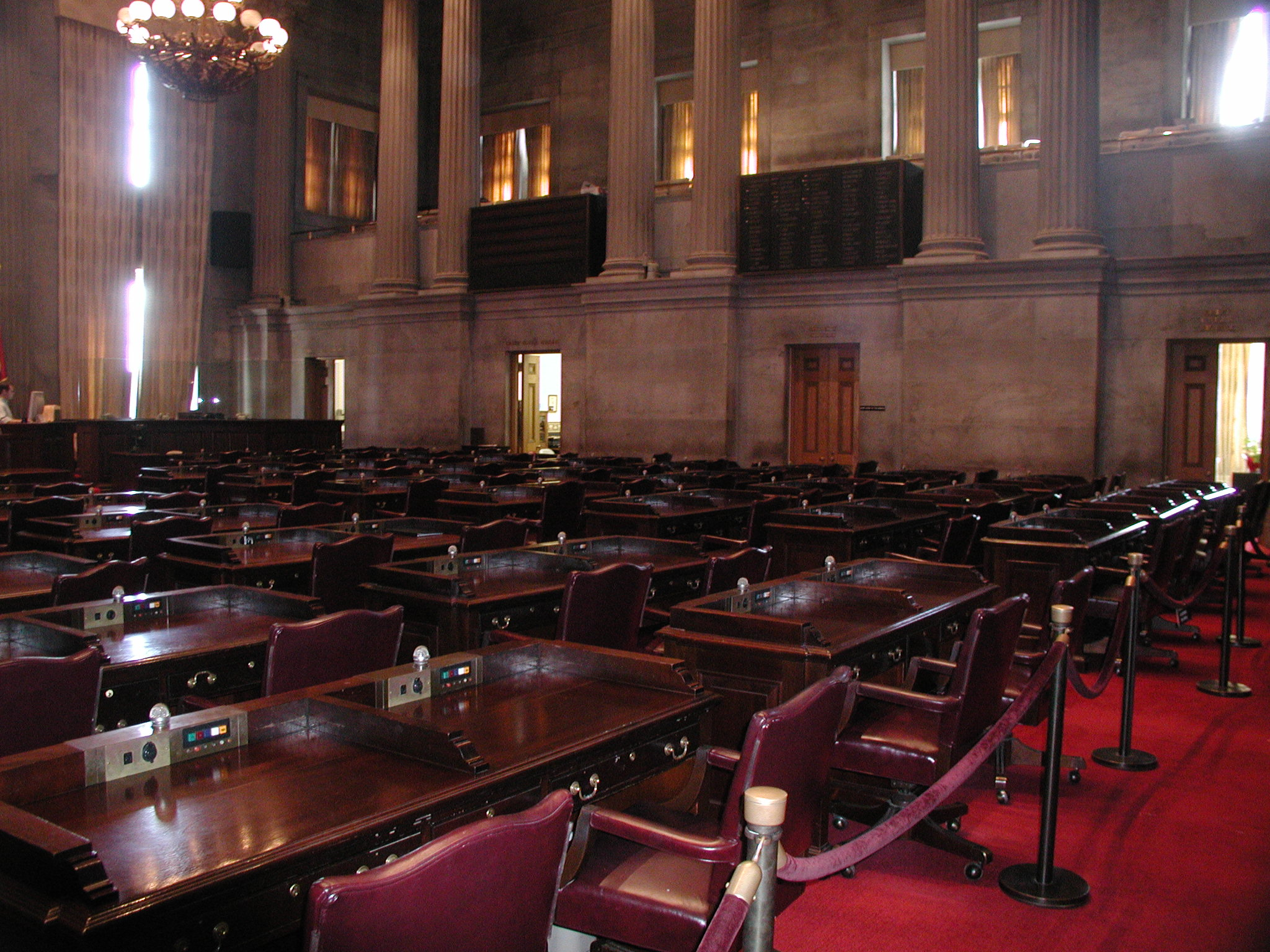
Cámara de representantes
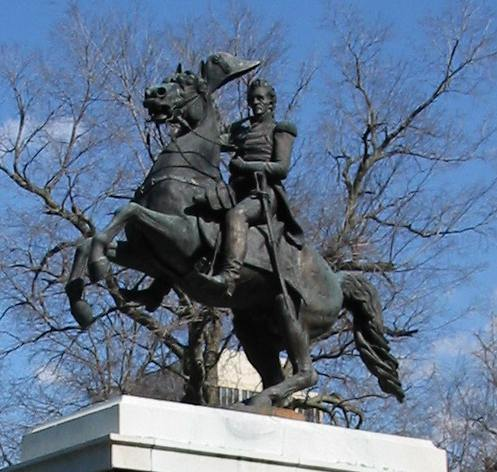
Estatua ecuestre de Andrew Jackson
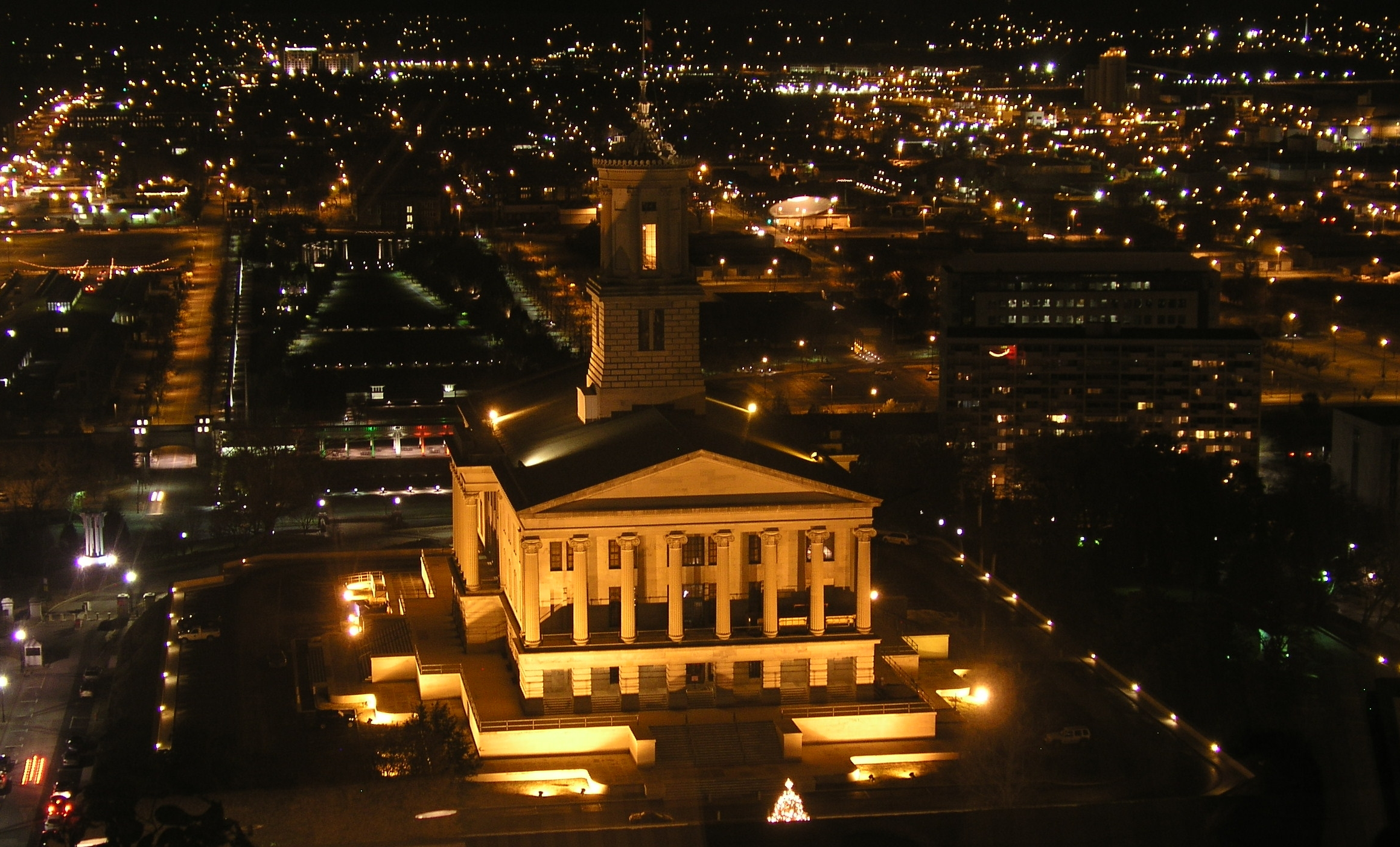
Vista nocturna del Capitolio

- Datos: Q2570396
- Multimedia: Tennessee State Capitol / Q2570396